# I Am ZoZo
I Am ZoZo è un film del 2012 diretto da Scott Di Lalla ed ispirato ad una leggenda metropolitana.
Il film venne fugacemente distribuito nei cinema il 18 febbraio 2012 e poi distribuito ufficialmente nel 2013 dalla Image Entertainment.

## Trama
La notte di Halloween, cinque giovani giocano con una tavola Ouija e attirano l'attenzione di Zozo, antico demone malvagio che decide di giocare con i ragazzi.

## Accoglienza
Le recensioni del film sono state miste, con la maggior parte di esse di tipo positivo. Christopher Gibson di trulydisturbing.com ha definito I Am ZoZo "il film più cool mai visto sulla tavola ouija."

## Riconoscimenti
- United States Super 8 Film + Digital Video Festival 2012 - Audience Choice Award a Scott Di Lalla, Zack Coffman e la One World Studios[4]